# Musschia wollastonii
Musschia wollastonii — вид рослин з родини дзвоникові (Campanulaceae), ендемік Мадейри.

## Опис

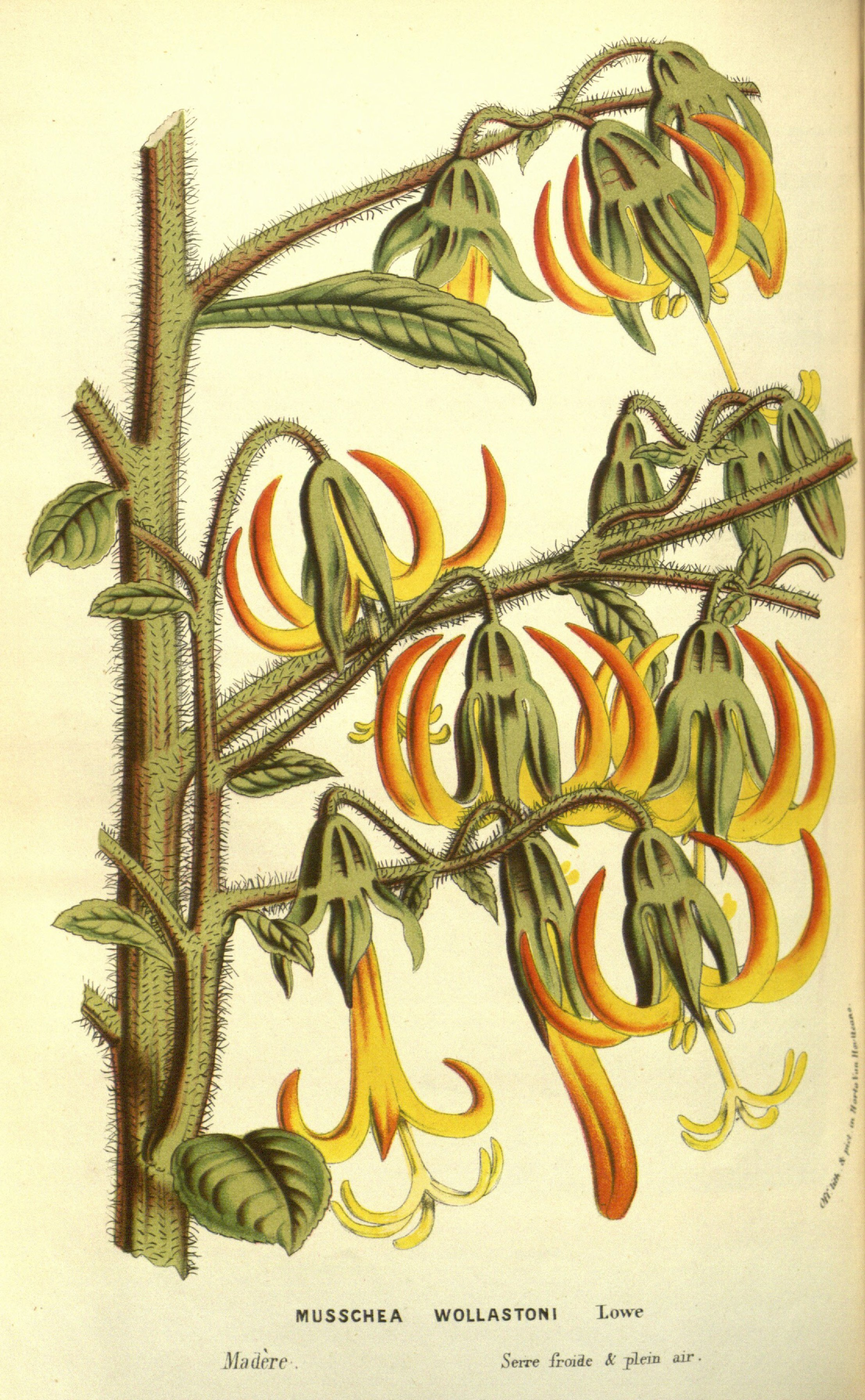

Багаторічний субчагарник висотою до 2 метрів, міцний, запушений, деревний, має простий стовбур. Рослина має велике листя до 19 сантиметрів, ланцетне й звужене до основи. Квіти цієї рослини мають жовтуватий віночок з домішкою червоного або фіолетового забарвлення. Суцвіття — дуже розгалужена волоть до 1 метра у висоту. Цвітіння відбувається між серпнем та вереснем.

## Поширення
Ендемік архіпелагу Мадейра (о. Мадейра).
Населяє вологі та затінені долини лаврових лісів (Laurus, Ocotea).

## Загрози та охорона
Інвазивні види ведуть до деградації середовища існування та конкуренції для цього виду. На рослину впливають затоптування, рекреаційна діяльність, збір, пожежі та природні чинники, такі як посуха та зсуви.
Musschia wallostonii наведено в Додатку II Директиви про біографію та додатку I до Конвенції про охорону європейської дикої природи та природних середовищ існування (Бернська конвенція). Рекомендована програма вирощування та повторного введення разом з підвищенням обізнаності серед громадськості.